# ماكس كيسر
ماكس كيسر (بالإنجليزية: Max Keiser)‏ هو صحفي ومنتج أفلام أمريكي، ولد في 23 يناير 1960 في نيو روتشيل في الولايات المتحدة.

## وصلات خارجية
- الموقع الرسمي
- ماكس كيسر على موقع IMDb (الإنجليزية)
- ماكس كيسر على موقع قاعدة بيانات الفيلم (الإنجليزية)